# Condado de Quay

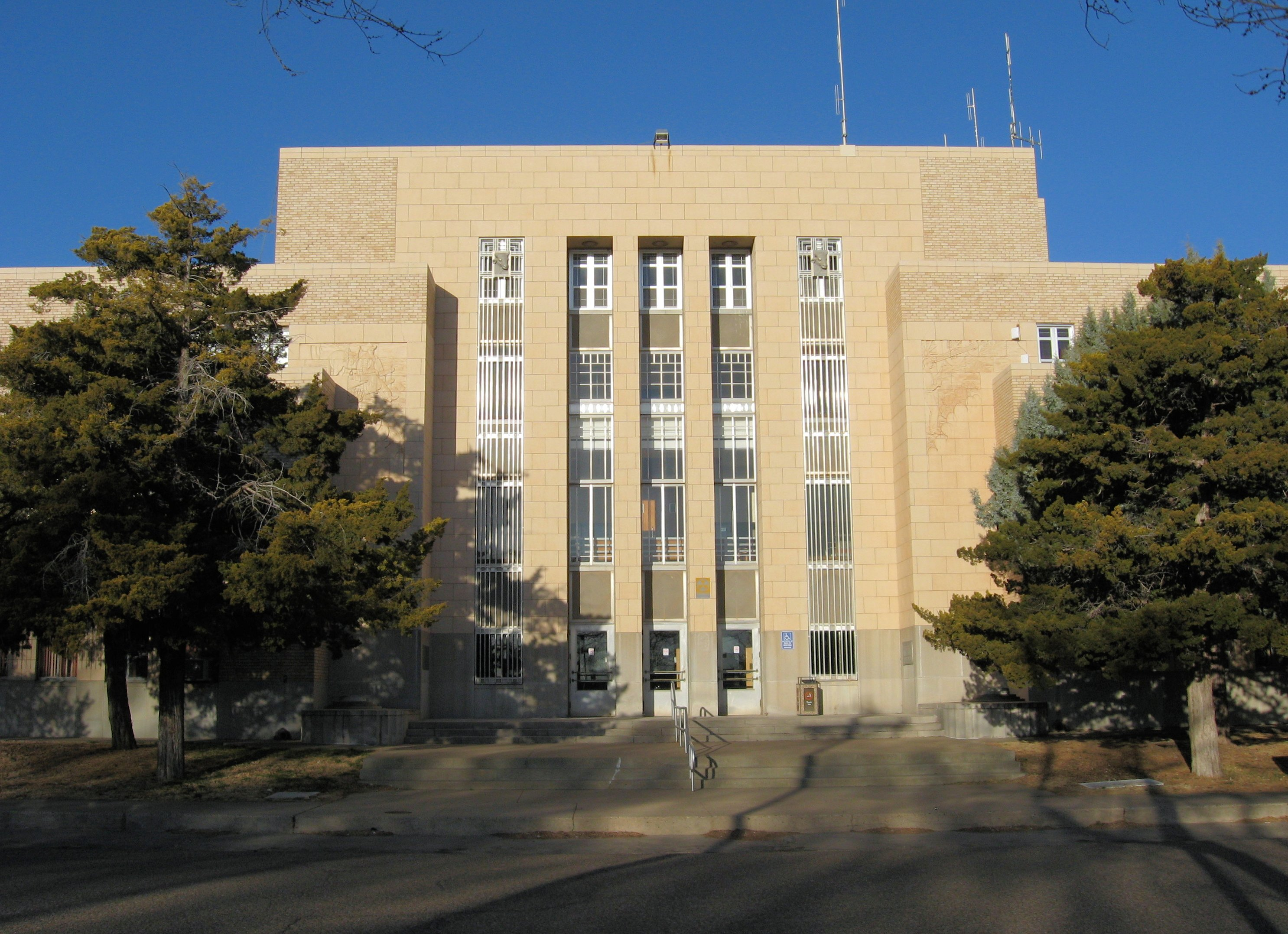
Palacio de justicia del Condado de Quay

El condado de Quay es uno de los 33 condados del Estado estadounidense de Nuevo México. La sede del condado es Tucumcari, y su mayor ciudad es Tucumcari. El condado posee un área de 7464 km² (los cuales 18 km² están cubiertos por agua), la población de 10 155 habitantes, y la densidad de población es de 1 hab/km² (según el censo de los Estados Unidos de 2000). Este condado fue fundado en 1903.